# فتول (روستا)
 فتول  (در عربی:  اَلفَتول )
نام روستایی است در دهستان بَنُو فایَش از توابع استان جَوف در کشور یمن در شبه جزیره عربستان.

## جمعیت
جمعیت آن (۱۱۹ ) نفر (۱۰ خانوار) می‌باشد.